# Erycibe strigosa
Erycibe strigosa är en vindeväxtart som beskrevs av David Prain. Erycibe strigosa ingår i släktet Erycibe och familjen vindeväxter. Inga underarter finns listade i Catalogue of Life.